# Unkraut im Paradies
Unkraut im Paradies ist ein deutscher Coming-of-Age-Film aus dem Jahr 2010. Nach Preußisch Gangstar ist es der zweite Kino-Spielfilm von Bartosz Werner. Die Handlung des Films dreht sich um einen Heranwachsenden, der die Bürde einer vollständigen Verantwortung für sich und sein Handeln noch erlernen muss.

## Handlung
Lukas wohnt bei seiner Freundin Meike, deren Wohnung er sich selbst nie leisten könnte. Ihm sind andere Dinge wichtig, seine Kumpels etwa, seine Klamotten und sein Tanzstil. Meike räumt hinter ihm her, schmeißt den Haushalt und setzt sich bei seinem Chef für ihn ein. Erst als sie wegen einer Geschlechtskrankheit ins Krankenhaus muss, erfährt sie am eigenen Leib, wie wenig Lukas bereit ist zu geben. Meike setzt Lukas vor die Tür, und sein leichtes Leben gerät ins Wanken. Lukas hält dem Druck, endlich erwachsen zu werden, nicht stand. Als einziger Ausweg erscheint ihm eine Versöhnung mit Meike, aber vielleicht nur, weil es der bequemste Weg zu sein scheint.

## Hintergrund
Der Film ist produziert von der Distant Dreams Filmproduktion Berlin, in Koproduktion mit dem NDR, gefördert von der Filmförderung Hamburg Schleswig-Holstein.
Der deutsche Kinostart ist der 22. Juli 2010. 2011 soll der Film im NDR Fernsehen in der Reihe Debüt im Dritten gesendet werden.
Hauptdarsteller Remo Schulze spielt die Hauptrolle in der deutschen Kinderserie Endlich Samstag! und war außerdem in dem Märchenfilm Tischlein deck dich zu sehen.

## Kritik
„Sein Egoismus, ihre Reife – glaubhafte Charaktere in einer glaubhaften Geschichte, ein schnörkelloser Coming-of-Age-Film über das Loslassen. Mit kinematografischer Sicherheit und Leichtigkeit kontrolliert Bartosz Werner sein Spielfilmdebüt ‚Unkraut im Paradies‘ und bietet seinen Schauspielern die Plattform für eine durchweg beeindruckende Leistung.“ (Jury-Begründung, 14. Filmfestival Schleswig-Holstein – Augenweide 2010)

## Premieren
Am 22. Juli 2010 startete der Film in den deutschen Kinos. Am 28. Januar 2011 erschien die zugehörige DVD. Die Free-TV-Premiere war  am 13. Juni 2013 im Ersten zu sehen.

## Festivals und Auszeichnungen
- Bester Spielfilm beim Filmfest Schleswig-Holstein Augenweide 2010 in Kiel[1]
- Norddeutscher Filmpreis, Sonderpreis Nachwuchsregie
- Wettbewerb Filmfestival Max Ophüls Preis 2010 in Saarbrücken
- Wettbewerb Filmkunstfest Mecklenburg-Vorpommern 2010 in Schwerin
- Wettbewerb Filmfestival Achtung Berlin 2010 in Berlin
- Filmfestival Univerciné Allemand 2010 in Nantes